# Ardisia dictyoneura
Ardisia dictyoneura är en viveväxtart som beskrevs av Ignatz Urban. Ardisia dictyoneura ingår i släktet Ardisia och familjen viveväxter. Inga underarter finns listade i Catalogue of Life.